# 王芋
王芋（？—？），號玄嶽，山西太原府偏头关军籍。明朝政治人物。

## 生平
天啓元年（1621年）辛酉科山西鄉試舉人，二年（1622年）壬戌科進士。工部观政，五年授中书舍人，崇祯三年升吏部稽勋司主事，本年调验封司，四年调考功，调文选，升考功，升稽勋司员外，给假。五年丁忧，八年降职。十年补河南按察司经历，十二年升南都察院经历，十四年升礼部祠祭司员外，十五年升本司郎中。明亡仕清，顺治四年补官为广东罗定道佥事。

## 家族
祖王显忠，县丞。父王来聘。